# كارل بيكر
كارل بيكر (بالإنجليزية: Carl Baker)‏ (26 ديسمبر 1982 في المملكة المتحدة - ) هو لاعب كرة قدم بريطاني في مركز جناح ‏. شارك مع منتخب إنجلترا لكرة القدم C ‏. أما مع النوادي، فقد لعب مع ستوكبورت كونتي وكوفنتري سيتي وميلتون كينز دونز ونادي ساوثبورت ونادي ليفربول وPrescot Cables F.C. ‏ ونادي موركامب.

## وصلات خارجية
- كارل بيكر على موقع قاعدة بيانات كرة القدم.إي يو (الإنجليزية)
- كارل بيكر على موقع Soccerbase.com (لاعب) (الإنجليزية)
- كارل بيكر على موقع Soccerway.com (الإنجليزية)